# Soyuz-18 Rock
Soyuz-18 Rock är en kulle i Antarktis. Den ligger i Östantarktis. Australien gör anspråk på området. Toppen på Soyuz-18 Rock är 1 230 meter över havet, eller 195 meter över den omgivande terrängen. Bredden vid basen är 2,5 km.
Terrängen runt Soyuz-18 Rock är kuperad åt sydväst, men åt nordost är den bergig. Trakten är obefolkad. Det finns inga samhällen i närheten.